# Lelenchus leptosoma
Lelenchus leptosoma är en rundmaskart. Lelenchus leptosoma ingår i släktet Lelenchus, och familjen Tylenchidae. Arten är reproducerande i Sverige.